# Штейнберг, Яков Аронович
Я́ков Аро́нович Ште́йнберг (13 [25] апреля 1896, Киев, Киевская губерния, Российская империя — 11 февраля 1982, Киев) — советский архитектор, учёный, педагог и профессор. Член-корреспондент Академии архитектуры Украинской РСР.

## Биография
Родился в Киеве. В 1917 году окончил художественное училище при Академии Художеств. Закончил Киевский художественный институт (1925, класс В. Рыкова). В 1929-33 гг. — преподаватель Харьковского художественного института, с 1934 года — Киевского инженерно-строительного института. Студентами и учениками были такие известные архитекторы как И. Каракис (который впоследствии стал коллегой Якова по кафедре в КИСИ) и многие другие. В конце 1920-х годов Штейнберг руководил Обществом современных архитекторов Украины. С 1928 года Яков Штейнберг заведовал архитектурным сектором Индусстроя и Гражданстроя. С 1934 года возглавлял проектную мастерскую Гражданпромстроя до 1936 г., а затем проектную мастерскую Наркомздрава УССР до 1938 г. Входил в правление Союза советских архитекторов Украины.
В 1944—1947 годы вместе с архитектором И. Каракисом принимал участие в конкурсе по восстановлению Крещатика. В 1946 году избран член-корреспондентом Академии архитектуры Украинской РСР, c 1937 года — профессор. В 1951 году, как еврей, подвергся притеснениям и обвинениям в космополитизме. В итоге оставлен на работе но в дальнейшем подвергся гонениям. Я. Штейнберг ввёл коэффициенты «К1» и «К2» и с иронией говорил, что «чем лучше коэффициенты, тем хуже квартиры».
Скончался в 1982 году в Киеве.

## Семья
- Брат — Михаил Аронович Штейнберг — заведующий кафедрой рисунка и живописи, профессор, художник и педагог[7].
- Сын — Александр Яковлевич Штейнберг, профессор, почетный академик Украинской академии архитектуры, бывший доцент архитектурного факультета Киевского инженерно-строительного института, художник и архитектор. Эмигрировал в Америку в конце мая 1992 года. Автор многих архитектурных конкурсов и проектов на Украине и США. Автор научных книг в сфере солнечных инсоляций сооружений. Соавтор (с женой) книг «Лики Великих» и «Наши люди в Голливуде», которые рассказывают о эмигрантах СССР, покоривших США и мир.

## Аспиранты
- Валентин Ежов — диссертация на тему: «Архитектура жилого дома в приморских городах УССР (Исследование по материалам практики послевоенного строительства г. Севастополя)», 1958.
- Ирма Каракис — диссертация на тему: «Архитектурно-планировочные решения и новые виды оборудования гардеробов в различных типах школьных зданий», 1968 (фактический; номинальный руководитель кандидат архитектуры, доцент О. А. Свешников).
- Геннадий Лаврик — диссертация на тему: «Вертикальные и горизонтальные связи в жилых домах средней и повышенной этажности», 1964.
- Зоя Моисеенко — диссертация на тему: «Сельские жилые дома Молдавской ССР», 1962.
- Виктор Чепелик — диссертация на тему: «Архитектурно-планировочные решения жилых домов для одиночек (для строительства в УССР)», 1964.

## Избранные постройки
в Донецке:
- Горный институт (1928)[1]
- Угольно-технический институт (1930)[1]

в Харькове:
- Особняк секретаря ЦК С. В. Косиора
- Бывшее здание ХИСИ на Шатиловке
- Жилые дома на Пушкинском въезде, 7 и 8.
- Клуб строителей и жилое строение «Індубуд» (1928)[1]
- Сахарный завод на станции Весёлый Подол (1929—1930 гг.)[1]
- Капитальная перестройка здания Земства в ЦК КП(б)У на площади Дзержинского (1932)[1]

в Киеве:
- Поликлиника № 2
- Жилые строения

в Гаграх:
- Санаторий «Украина» (1932)
- Летний кинотеатр (1956)
- Закрытый плавательный бассейн (1957 — 58)